# Wolfgang Becker (Kunsthistoriker)
Wolfgang Becker (* 10. Oktober 1936 in Hannover; † 28. November 2024 in Aachen) war ein deutscher Kunsthistoriker und Direktor des Ludwig Forums für Internationale Kunst in Aachen.

## Leben
Becker studierte von 1960 bis 1967 an der Universität von Paris, der Rheinischen Friedrich-Wilhelms-Universität Bonn und an der Universität zu Köln die Fächer Kunstgeschichte, Klassische Archäologie und Geschichte. 1965 wurde er in Köln mit der Dissertation Paris und die Deutsche Malerei 1760–1840 promoviert.
Von 1967 bis 1969 war Becker künstlerischer Werbeleiter der Stadt Köln. Ab 1968 arbeitete er mit dem Sammlerehepaar Peter und Irene Ludwig zusammen. 1970 gründete er das Städtische Museum „Neue Galerie im Alten Kurhaus“ in Aachen mit der Aufgabe, die ständigen Neuerwerbungen des Sammlers Peter Ludwig zu präsentieren und durch Ausstellungen und Veranstaltungen zu ergänzen. Er schuf – mit einem Blick auf die vielen Studenten der RWTH – ein kunstpädagogisches Programm, das in die Medienlandschaft wirkte: 1973–1977 veröffentlichte er wöchentlich einen lexikalischen Artikel über zeitgenössische Künstler in der Aachener Volkszeitung unter dem Titel KUNST-ABC (173 Artikel), eröffnete eine Kindergalerie und erreichte die Einstellung einer Museumspädagogin. Die ersten Einzelausstellungen führten die Arbeiten von Wolf Vostell, Nancy Graves, Anne und Patrick Poirier vor und wurden von einem Programm der Performances und Video-Installationen begleitet. Die Video-Werke, die damals geschenkt und erworben wurden, bilden heute den Grundstock der Videosammlung, die im Ludwig Forum für internationale Kunst archiviert ist und in einem Online-Videoarchiv abgerufen werden kann. Als deutscher Kommissar der Biennale des Jeunes in Paris 1971–1977 stellte er deutsche Video-Künstler wie Ulrike Rosenbach vor und zeigte andererseits französische und belgische Künstler in Aachen.
Der medienwirksame und schließlich geläufige Begriff „Neue Wilde“ wurde erstmals von Wolfgang Becker 1980 für eine Ausstellung der Neuerwerbungen der Sammlung Peter Ludwig in der Neuen Galerie – Sammlung Ludwig und ihrem Katalog verwendet: „Les Nouveaux Fauves – Die Neuen Wilden“. Er breitete sich schnell aus, und Becker ergänzte die Aachener Sammlung in den folgenden Ausstellungen. Der Hype der deutschen Neo-Expressionisten, der französischen Supports-Surface-Gruppe, der New Yorker Graffiti-Writer des Wild Style und der Pattern Painting Bewegung wurde wesentlich durch die große Zahl der Ankäufe des Sammlers Ludwig und ihre wandernden Präsentationen verursacht.
Becker organisierte zahlreiche Wanderausstellungen der europäischen, amerikanischen und osteuropäischen Bestände der Sammlung Ludwig und zeigte in Aachen die ersten Ausstellungen zeitgenössischer Künstler der DDR, der UdSSR, Ungarns, Rumäniens, Bulgariens, der CSSR und Kubas.
1989 wurde Becker zum Honorarprofessor für Kunstwissenschaft an der Fachhochschule Aachen ernannt.
Die Neue Galerie – Sammlung Ludwig residierte bis 1991 in dem von Jakob Couven entworfenen Alten Kurhaus Aachen. Mit dem Umzug der Sammlung 1991 in die vormalige Schirmfabrik Brauer, einem Gebäude im Bauhaus-Stil von 1928 des Architekten Josef Bachmann, und der dortigen Gründung des Ludwig Forums für Internationale Kunst in Aachen wurde Becker dessen erster Direktor. Im Jahre 2001 ging er in Pension.
Ab 2002 war Becker als freischaffender Kunstkritiker und Kunstberater in Aachen tätig. Von 2013 bis 2016 organisierte er die Produzentengalerie „Kunstwechsel“ in leerstehenden Ladenlokalen.
Becker publizierte zahlreiche Kataloge der Sammlung und der Ausstellungen und verabschiedete sich 2001 aus dem Ludwig Forum mit dem Buch Streitlust. Die Kunst der letzten 30 Jahre und die Sammlung Ludwig, Köln 2001.
Wolfgang Becker war verheiratet und hatte einen Sohn.

## Auszeichnungen
- 1990 wurde ihm die Ritter-Klasse des Ordens Arts et des Lettres verliehen.
- 1995 wurde er in Kuba mit dem Distincion por la Cultura Nacional de Cuba geehrt.
- 2007 erhielt er den Goldenen Lorbeer der Gesellschaft bildender Künstler Österreichs.